# Públio Décio Mus (cônsul em 279 a.C.)
Públio Décio Mus (m. 279 a.C.; em latim: Publius Decius Mus) foi um político da gente Décia da República Romana, eleito cônsul em 279 a.C. com Públio Sulpício Saverrião. Era filho de Públio Décio Mus, cônsul em 312 a.C., e, assim como seu pai e seu avô, imolou-se (devotio) em combate durante a Batalha de Ásculo.

## Consulado (279 a.C.)
Foi eleito cônsul em 279 a.C. com Públio Sulpício Saverrião e ambos receberam ordens de enfrentarem Pirro de Epiro, que havia derrotado os romanos no ano anterior (Batalha de Heracleia), na Batalha de Ásculo. Antes da batalha, o pânico se instalou no acampamento de Pirro pois se dizia que o cônsul Décio pretendia, como seu pai e seu avô, dedicar-se à morte (devotio), o que significava a destruição de seus inimigos. Pirro, por causa disto, enviou uma mensagem aos cônsules de que havia ordenado que seu exército não matasse Décio e que, se ele fosse capturado vivo, seria executado como um criminoso.
Uma lenda posterior, relatada por Cícero, conta que Décio se sacrificou nesta batalha exatamente como seus ancestrais e não é improvável, como já conjecturou Niebuhr, que Cícero tenha encontrado este relato em Ênio. Quanto ao resultado da Batalha de Ásculo, o relato difere entre os diferentes autores. Jerônimo de Cárdia afirma que Pirro venceu, Dionísio de Halicarnasso apresenta-a como uma longa batalha e os cronistas romanos apontam uma vitória romana. Esta última conclusão é, sem dúvida, incorreta e, aparentemente, Pirro venceu novamente, apesar de sua vitória não ter sido decisiva.
Posteriormente, Décio, segundo o relato de Aurélio Vítor teria sido enviado contra os volsínios, onde os libertos haviam adquirido o poder supremo, e passaram a tratar seus antigos amos com grande severidade. No decorrer da campanha, matou muitos deles e reduziu os que sobraram à escravidão novamente. Outros relatos, contudo, atribuem esta campanha contra os libertos volsínios a Quinto Fábio Máximo Gurges, em seu suposto terceiro consulado (265 a.C.), mas, como Zonaras afirma que Quinto Fábio teria morrido por causa de um ferimento durante o ataque a Volsínia, conjectura-se se Décio pode de fato ter tomado o controle depois da morte dele e, portanto, ser de fato o responsável final pela vitória.